# ووکاویتسا (استان اشوی‌داشکسیه)
ووکاویتسا (به لهستانی: Łukawica) یک منطقهٔ مسکونی در لهستان است که در گمینا ستاشوو واقع شده‌است. ووکاویتسا ۲۲۵٫۱ متر بالاتر از سطح دریا واقع شده‌است.